# Tarik Cohen
Pour les articles homonymes, voir Cohen.
(en) Statistiques sur pro-football-reference
Tarik Cohen, né le 26 juillet 1995 à Bunn en Caroline du Nord, est un sportif professionnel américain de football américain ayant joué au poste de running back au sein de la National Football League (NFL) pendant sept saisons (2017-2024).
Auparavant, au niveau universitaire, il avait joué pendant quatre saison (2013-2016) pour les Aggies de l'université de North Carolina A&T au sein de la NCAA Division I FCS.
Il a ensuite été sélectionné en 119e choix global lors du 4e tour de la draft 2017 de la NFL par la franchise des Bears de Chicago. Après plusieurs blessures, il quitte les Bears et intègre diverses équipes d'entraînement avant de prendre sa retraite de la NFL en 2024.

## Statistiques
| Année       | Équipe                       | Statut      | MJ |     | Courses | Courses | Courses | Courses |       | Passes réceptionnées | Passes réceptionnées | Passes réceptionnées | Passes réceptionnées |
| Année       | Équipe                       | Statut      | MJ | Nb. | Yards   | Moy.    | TD      | Nb.     | Yards | Moy.                 | TD                   |                      |                      |
| 2013        | Aggies de North Carolina A&T | Fr.         | 11 | 195 | 1 148   | 5,9     | 08      | 11      | 152   | 13,8                 | 1                    |                      |                      |
| 2014        | Aggies de North Carolina A&T | So.         | 11 | 197 | 1 340   | 6,8     | 15      | 25      | 237   | 09,5                 | 1                    |                      |                      |
| 2015        | Aggies de North Carolina A&T | Jr.         | 12 | 264 | 1 543   | 5,8     | 15      | 25      | 217   | 08,7                 | 0                    |                      |                      |
| 2016        | Aggies de North Carolina A&T | Sr.         | 12 | 212 | 1 588   | 7,5     | 18      | 37      | 339   | 09,2                 | 1                    |                      |                      |
| Totaux NCAA | Totaux NCAA                  | Totaux NCAA | 46 | 868 | 5 619   | 6,5     | 56      | 98      | 945   | 09,6                 | 3                    |                      |                      |

| Année              | Équipe                  | MJ |              | Courses      | Courses      | Courses      | Courses      |              | Passes réceptionnées | Passes réceptionnées | Passes réceptionnées | Passes réceptionnées |
| Année              | Équipe                  | MJ | Nb.          | Yards        | Moy.         | TD           | Nb.          | Yards        | Moy.                 | TD                   |                      |                      |
| 2017               | Bears de Chicago        | 16 | 87           | 370          | 4,3          | 2            | 53           | 353          | 06,7                 | 1                    |                      |                      |
| 2018               | Bears de Chicago        | 16 | 99           | 444          | 4,5          | 3            | 71           | 725          | 10,2                 | 5                    |                      |                      |
| 2019               | Bears de Chicago        | 16 | 64           | 213          | 3,3          | 0            | 79           | 456          | 05,8                 | 3                    |                      |                      |
| 2020               | Bears de Chicago        | 03 | 14           | 074          | 5,3          | 0            | 06           | 041          | 06,8                 | 0                    |                      |                      |
| 2021               | Bears de Chicago        | -  | N'a pas joué | N'a pas joué | N'a pas joué | N'a pas joué | N'a pas joué | N'a pas joué | N'a pas joué         | N'a pas joué         |                      |                      |
| 2022               | Panthers de la Caroline | -  | N'a pas joué | N'a pas joué | N'a pas joué | N'a pas joué | N'a pas joué | N'a pas joué | N'a pas joué         | N'a pas joué         |                      |                      |
| Totaux NFL / Bears | Totaux NFL / Bears      | 51 | 264          | 1 001        | 4,2          | 5            | 209          | 1 575        | 7,5                  | 9                    |                      |                      |

## Trophées et récompenses
- NFL :
  - Sélectionné au Pro Bowl 2019 ;
  - Sélectionné dans l'équipe type All-Pro 2018 ;
  - Vainqueur du Brian Piccolo Award 2018.
- NCAA :
  - Vainqueur du Black college football national championship (en) 2015 ;
  - Vainqueur du Deacon Jones Trophy 2016 ;
  - Vainqueur du Walter Payton Award 2016 ;
  - Meilleur coureur de l'histoire de la Mid-Eastern Athletic Conference (MEAC) en 2016 ;
  - Meilleur joueur offensif du Celebration Bowl 2015 (en) ;
  - Meilleur joueur offensif 2015 décerné par SBN/Doug Williams (Offensive Player of the Year) ;
  - Meilleur joueur offensif de la Mid-Eastern Athletic Conference (MEAC) (Offensive Player of the Year) en 2014, 2015 et 2016 ;
  - Meilleur débutant de la saison 2013 de la conférence MEAC (Rookie of the Year) ;
  - Sélectionné dans la première équipe-type par Sports Blog Nation en 2014 et 2015 ;
  - Sélectionné dans la seconde équipe-type 2016 American Football Coaches Association (en) de FCS ;
  - Sélectionné dans l'équipe-type 2015 FCS par le Sporting News ;
  - Sélectionné dans la troisième équipe-type en 2014, 2015, 2016 de la NCAA Division I FCS  ;
  - Sélectionné dans l'équipe-type Boxtorow en 2014, 2015 et 2016 ;
  - Sélectionné dans la première équipe-type de la Mid-Eastern Athletic Conference (MEAC) en 2013, 2014 et 2015.

## Galerie de photographies

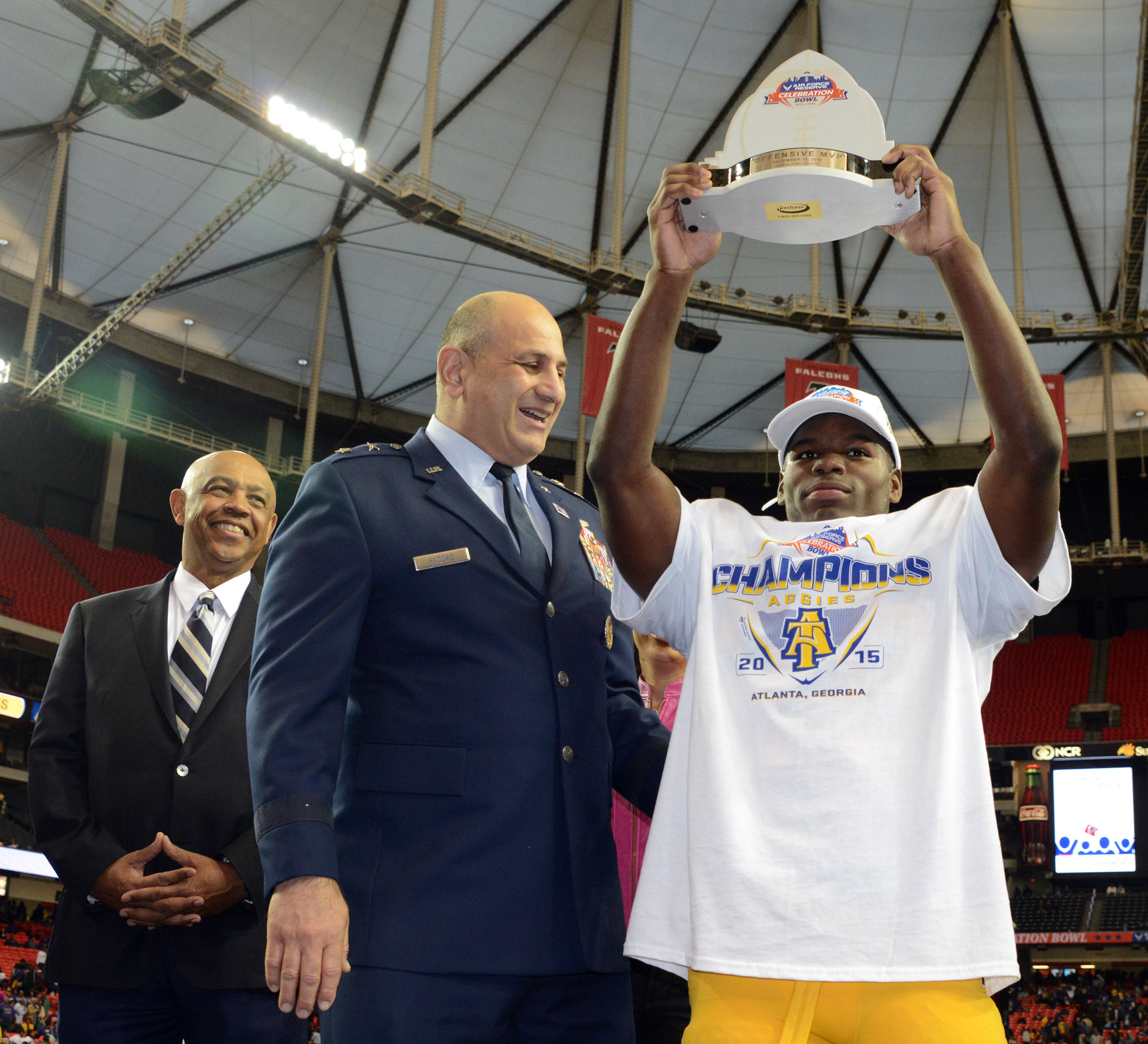
Tarik Cohen recevant le trophée du MVP offensif du Celebration Bowl 2015 (en).
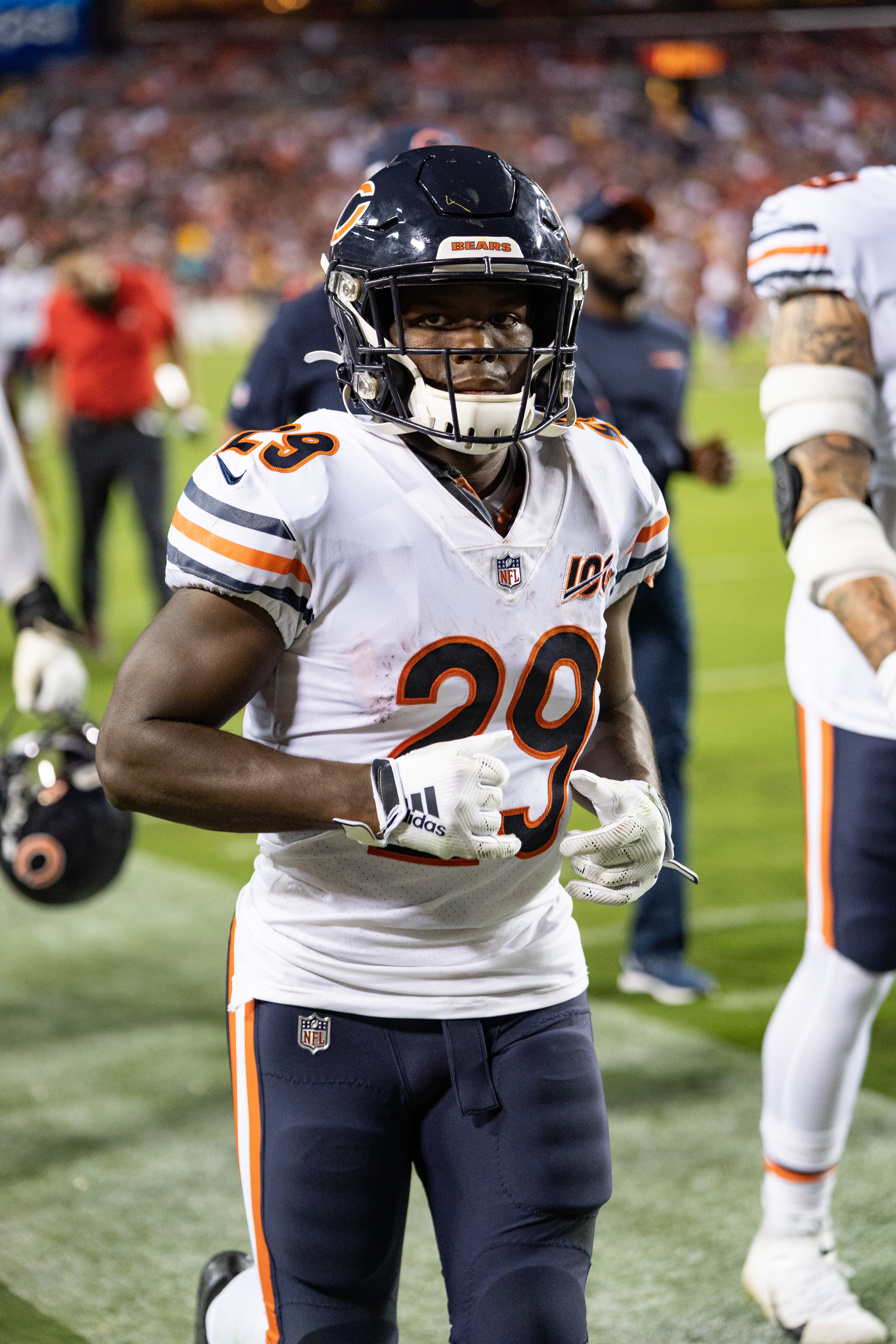
Avec les Bears en 2019.
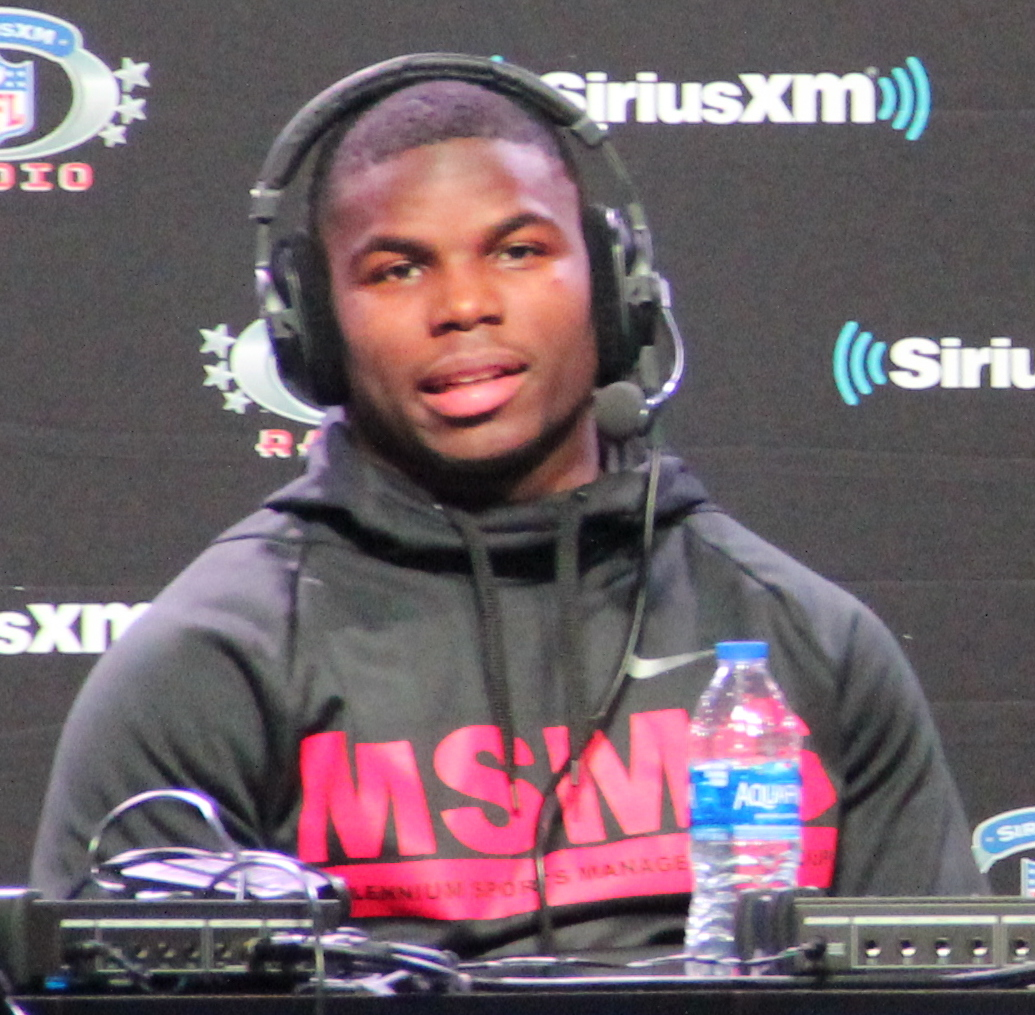
Tarik au Super Bowl Experience (en) de janvier 2019.